# 스트리트 파이터 II 터보: 하이퍼 파이팅
《스트리트 파이터 2 터보》(Street Fighter II Turbo: Hyper Fighting)는 스트리트 파이터 II: 더 월드 워리어의 2번째 버전업 게임이다. 캡콤이 1992년 아케이드용으로 출시한 경쟁 격투 게임이다. 스트리트 파이터 II: 챔피언 에디션에 이어 스트리트 파이터 프랜차이즈의 일부인 스트리트 파이터 II: 더 월드 워리어의 세 번째 아케이드 버전이다. 처음에는 해당 게임의 강화 키트로 출시되었다. 이전 버전 이후 1년도 채 되지 않아 출시된 터보는 더 빠른 재생 속도와 특정 캐릭터에 대한 새로운 특수 동작을 도입했을 뿐만 아니라 캐릭터 밸런스를 더욱 개선했다.
터보는 원래 CP 시스템 하드웨어를 사용하는 스트리트 파이터 II 시리즈의 마지막 아케이드 게임이다. 챔피언 에디션 인쇄 회로 기판에 설치되도록 설계된 업그레이드 키트로 배포되었다. 다음 게임인 슈퍼 스트리트 파이터 II는 CP 시스템의 후속작인 CP 시스템 II를 사용한다.

## 평가
| 평론 점수      | 평론 점수 | 평론 점수 | 평론 점수    |
| 평론사         | 점수      | 점수      | 점수         |
| 평론사         | SNES      | Wii       | 엑스박스 360 |
| -------------- | --------- | --------- | ------------ |
| 1UP.com        |           |           | B+           |
| 올게임         | [ 4 ]     | [ 5 ]     | [ 6 ]        |
| CVG            | 95%       |           | 9 / 10       |
| 에지           | 9 / 10    |           |              |
| EGM            | 38 / 40   |           |              |
| 유로게이머     |           | 9 / 10    | 7 / 10       |
| 패미츠         | 36 / 40   |           |              |
| 게임팬         | 389 / 400 |           |              |
| 게임프로       | 20 / 20   |           |              |
| 게임즈마스터   | 96%       |           |              |
| 게임스팟       |           | 7.5 / 10  | 6.7 / 10     |
| 게임스레이더+  |           |           | [ 19 ]       |
| 게임트레일러스 |           |           | 8 / 10       |
| ONM            | 97%       | 85%       |              |
| OXM (UK)       |           |           | 9 / 10       |
| OXM (US)       |           |           | 9 / 10       |
| Super Play     | 96%       |           |              |
| Total!         | [ 25 ]    |           |              |
| 통합 점수      |           |           |              |
| MobyRank       | 94%       |           |              |
| NinRetro       | 93%       |           |              |

| 수상                 | 수상                                          |
| 평론사               | 수상                                          |
| -------------------- | --------------------------------------------- |
| Gamest Awards (1993) | 6th Best Game of 1993, 5th Best Fighting Game |